# 西晉揚州行政區劃
曹魏舊州，州治所在壽春縣（今安徽省壽縣）。其範圍在今安徽省淮河以南，大別山、巢湖以北一帶。太康元年（280年）西晉平吳後範圍擴大到江蘇、安徽2省長江以南，浙江省全部，江西省（不含宜春）、福建省（不含漳州南部沿海）大部分。元康元年（291年）以後縮小至不包括江西、福建2省以外的區域。

## 郡級行政區
西晉揚州初領淮南、廬江2郡。泰始年間（265-274）增置安豐郡並移屬豫州。太康元年（280年）平吳，增領原孫吳揚州的廬江（同年併入晉的廬江郡）、蘄春（同年廢郡併入武昌、安豐2郡）、丹陽、新都（同年改名新安）、吳郡、吳興、會稽、東陽、臨海、建安、豫章、鄱陽、廬陵、臨川等郡。後增置宣城（281年置）、毗陵（281年置，311年改名晉陵）、晉安（282年置）、南康（282年置）、歷陽（304年置）、義興（304年置）6郡。晉惠帝元康元年（291年）豫章、鄱陽、廬陵、臨川、南康、建安、晉安7郡移屬江州。西晉末領13郡
淮南郡
曹魏舊郡，郡治壽春縣（今安徽省壽縣），領壽春、成德、下蔡、義成、西曲陽、平阿、合肥、陰陵8縣。晉平吳後，增置歷陽、當塗、逡遒、全淑、阜陵、東城、烏江、鍾離8縣。太康十年（289年）改封晉武帝子司馬允為淮南王，淮南郡改為淮南國。永興元年（304年）歷陽、烏江2縣移屬歷陽郡。永嘉五年（311年），漢趙劉聰攻破洛陽，淮南王司馬祥被殺，國除為郡。晉末領壽春、成德、下蔡、義成、西曲陽、平阿、合肥、陰陵、當塗、逡遒、全淑、阜陵、東城、鍾離14縣。
廬江郡
廬江郡在三國時期由魏、吳分治。曹魏廬江郡治六安縣（今安徽省六安市北），領六安、灊、安風、陽泉、雩婁、蓼、安豐、松滋8縣。泰始年間（265-274）安風、雩婁、蓼、安豐、松滋5縣移屬安豐郡。晉平吳後，領原孫吳廬江郡皖縣，並增置舒、龍舒、居巢、臨湖、襄安5縣。太康二年（281年）武昌郡尋陽縣來隸。永興元年（304年）尋陽縣移屬尋陽郡。永興元年（304年）至光熙元年（306年）為成都王司馬穎之子司馬普封國，稱廬江國。西晉末領六安、灊、陽泉、皖、舒、居巢、臨湖、襄安、龍舒9縣。
丹陽郡
孫吳舊郡，晉平吳後郡治仍在秣陵縣（今江蘇省南京市江寧區南秣陵鎮），領秣陵（原名建業）、丹陽、蕪湖、宛陵、宣城、涇、石城、陵陽、春穀、句容、永世（原名永平）、安吳、寧國、廣德、懷安、臨城、始安、臼陽18縣。臼陽、始安2縣晉時不可考。增置臨江（280年置，281年改名江寧）、溧陽（280年置）、湖熟（280年置）、江乘（280年置）、于湖（281年置）、建鄴（282年置）。太康二年（281年）宛陵、宣城、陵陽、安吳、臨城、石城、涇、春榖、廣德、寧國、懷安11縣移屬宣城郡。永興元年（304年）永世縣移屬義興縣，旋而復歸。建興四年（316年）建鄴縣改名建康縣。西晉末領秣陵、丹陽、蕪湖、句容、永世、江寧、溧陽、湖熟、江乘、于湖、建鄴11縣。
吳郡
孫吳舊郡，晉平吳後郡治仍在吳縣（今江蘇省蘇州市），領吳、嘉興、海鹽、富春、婁、錢唐、建德、桐廬、壽昌（原名新昌）、毗陵、武進、雲陽12縣。太康二年（281年）毗陵、武進、雲陽、無錫4縣移屬毗陵郡。增置鹽官（約280年置）、海虞（283年分吳縣置）、新城（太康末置，後廢）3縣。太康十年（289年）晉武司馬炎封其子司馬晏為吳王，郡改為吳國，永嘉五年（311年）為劉曜所殺，國除為郡。西晉末領吳、嘉興、海鹽、富春、婁、錢唐、建德、桐廬、壽昌、鹽官、海虞11縣。
吳興郡
孫吳舊郡，晉平吳後郡治仍在烏程縣（今浙江省湖州市南），領烏程、陽羨、餘杭、臨安（原名臨水）、武康（原名永安）、故鄣、於潛、安吉、原鄉9縣。增置東遷（282年分烏程置）、長城（282年分烏程置）2縣。永興元年（304年）陽羨縣移屬義興郡。西晉末領烏程、臨安、餘杭、武康、於潛、故鄣、安吉、原鄉、東遷、長城10縣。
會稽郡
孫吳舊郡，晉平吳後郡治仍在山陰縣（今浙江省紹興市），領山陰、上虞、餘姚、句章、鄞、鄮、始寧、剡、永興、諸暨10縣，至西晉末不變。
東陽郡
孫吳舊郡，晉平吳後郡治仍在長山縣（今浙江省金華市），領長山、永康、烏傷、吳寧、太末、信安（原名新安）、豐安、定陽、遂昌（原名平昌）9縣，至西晉末不變。
新安郡
孫吳名新都郡，晉平吳後改名新安郡，郡治始新縣（今浙江省淳安縣西北千島湖南山島附近），領始新、遂安（原名新定）、黟、歙、海寧（原名海陽）、黎陽6縣，至西晉末不變。
臨海郡
孫吳舊郡，晉平吳後郡治仍在章安縣（今浙江省台州市椒江區江北章安街道），領章安、永寧、松陽、臨海、始豐（原名南始平）、安固（原名安陽）、羅江7縣。太康二年（282年）羅江縣移屬晉安郡。增置寧海（280年分臨海置）、始陽（283年置，後改名橫陽）。西晉末領章安、臨海、始豐、永寧、松陽、安固、寧海、橫陽8縣。
宣城郡
西晉太康二年（281年）分丹陽郡置。郡治宛陵縣（今安徽省宣州市），領宛陵、宣城、陵陽、安吳、臨城、石城、涇、春榖、廣德、寧國、懷安11縣。至西晉末不變。
晉陵郡
孫吳時為毗陵典農校尉，管轄吳郡西部3縣。西晉平吳後，於太康二年（281年）改置為毗陵郡，永嘉五年（311年）改名晉陵郡。郡治丹徒縣（今江蘇省鎮江市東），後移治毗陵縣（今江蘇省常州市），領丹徒（原名武進）、毗陵（311年改名晉陵）、曲阿（原名雲陽）、無錫（280年置）、武進（281年分丹徒、曲阿置）、延陵（281年分曲阿置）、暨陽（281年分無錫、毗陵置）。西晉末領7縣。
歷陽郡
西晉永興元年（304年）分淮南郡置，郡治歷陽縣（今安徽省和縣），領歷陽、烏江2縣。
義興郡
西晉永興元年（304年）分丹陽、吳興2郡置，郡治陽羨縣（今江蘇省宜興市西南），領陽羨、永世、義鄉（304年分陽羨、長城置）、國山（304年分陽羨置）、臨津（304年分陽羨置）、平陵（304年分永世置）6縣。後永世縣移屬丹陽郡（不知何時）。西晉末領陽羨、義鄉、國山、臨津、平陵5縣。
蘄春郡（廢除）
孫吳舊郡，郡治蘄春縣（今湖北省蘄春縣西北），領蘄春、安豐、邾、尋陽4縣。晉平吳後，於太康元年（280年）廢郡併入武昌、弋陽2郡。

## 縣級行政區
| 揚州（州治：建康縣）                                                                            |                          |          |                                    |                                                 |                                                                                                |
| 說明：本表為西晉建興四年（316年）揚州各郡所轄的縣份；以深灰色表示者，為曾經建置，後來廢除的縣份 |                          |          |                                    |                                                 |                                                                                                |
| 郡名 （縣數）                                                                                   | 郡治                     | 縣名     | 今地位置(2012年12月)               | 隸屬郡國                                        | 備注                                                                                           |
| 淮南郡 （14）                                                                                   | 壽春縣                   | 壽春縣   | 今安徽省壽縣                       | 淮南郡(265-316，淮南國289-311)                  |                                                                                                |
| 淮南郡 （14）                                                                                   | 壽春縣                   | 成德縣   | 今安徽省合肥市西北                 | 淮南郡(265-316，淮南國289-311)                  |                                                                                                |
| 淮南郡 （14）                                                                                   | 壽春縣                   | 下蔡縣   | 今安徽省鳳臺縣                     | 淮南郡(265-316，淮南國289-311)                  |                                                                                                |
| 淮南郡 （14）                                                                                   | 壽春縣                   | 義成縣   | 今安徽省蚌埠市西北                 | 淮南郡(265-316，淮南國289-311)                  |                                                                                                |
| 淮南郡 （14）                                                                                   | 壽春縣                   | 西曲陽縣 | 今安徽省淮南市東南                 | 淮南郡(265-316，淮南國289-311)                  |                                                                                                |
| 淮南郡 （14）                                                                                   | 壽春縣                   | 平阿縣   | 今安徽省淮南市北                   | 淮南郡(265-316，淮南國289-311)                  |                                                                                                |
| 淮南郡 （14）                                                                                   | 壽春縣                   | 合肥縣   | 今安徽省合肥市                     | 淮南郡(265-316，淮南國289-311)                  |                                                                                                |
| 淮南郡 （14）                                                                                   | 壽春縣                   | 陰陵縣   | 今安徽省長豐縣西北                 | 淮南郡(265-316，淮南國289-311)                  |                                                                                                |
| 淮南郡 （14）                                                                                   | 壽春縣                   | 當塗縣   | 今安徽省蚌埠市西南                 | 淮南郡(280-316，淮南國289-311)                  | 漢舊縣。晉平吳後，於太康元年（280年）復置縣。                                                  |
| 淮南郡 （14）                                                                                   | 壽春縣                   | 逡遒縣   | 今安徽省肥東縣東                   | 淮南郡(280-316，淮南國289-311)                  | 漢舊縣。晉平吳後，於太康元年（280年）復置縣。                                                  |
| 淮南郡 （14）                                                                                   | 壽春縣                   | 全椒縣   | 今安徽省全椒縣                     | 淮南郡(280-316，淮南國289-311)                  | 漢舊縣。晉平吳後，於太康元年（280年）復置縣。                                                  |
| 淮南郡 （14）                                                                                   | 壽春縣                   | 阜陵縣   | 今安徽省全淑縣東南                 | 淮南郡(280-316，淮南國289-311)                  | 漢舊縣。晉平吳後，於太康元年（280年）復置縣。                                                  |
| 淮南郡 （14）                                                                                   | 壽春縣                   | 東城縣   | 今安徽省定遠縣東南                 | 淮南郡(280-316，淮南國289-311)                  | 漢舊縣。晉平吳後，於太康元年（280年）復置縣。                                                  |
| 淮南郡 （14）                                                                                   | 壽春縣                   | 鍾離縣   | 今安徽省蚌埠市東                   | 淮南郡(280-316，淮南國289-311)                  | 漢舊縣。晉平吳後，於太康二年（281年）復置縣。                                                  |
| 廬江郡 （9）                                                                                    | 六安縣                   | 六安縣   | 今安徽省六安市北                   | 廬江郡(265-316，廬江國304-306)                  |                                                                                                |
| 廬江郡 （9）                                                                                    | 六安縣                   | 灊縣     | 今安徽省六安市南                   | 廬江郡(265-316，廬江國304-306)                  |                                                                                                |
| 廬江郡 （9）                                                                                    | 六安縣                   | 陽泉縣   | 今安徽省壽縣西南                   | 廬江郡(265-316，廬江國304-306)                  |                                                                                                |
| 廬江郡 （9）                                                                                    | 六安縣                   | 皖縣     | 今安徽省潛山縣                     | 廬江郡(280-316，廬江國304-306)                  |                                                                                                |
| 廬江郡 （9）                                                                                    | 六安縣                   | 舒縣     | 今安徽省舒城縣                     | 廬江郡(280-316，廬江國304-306)                  | 漢舊縣，晉平吳後復置縣。                                                                       |
| 廬江郡 （9）                                                                                    | 六安縣                   | 龍舒縣   | 今安徽省霍山縣東南                 | 廬江郡(280-316，廬江國304-306)                  | 漢舊縣，晉平吳後復置縣。                                                                       |
| 廬江郡 （9）                                                                                    | 六安縣                   | 居巢縣   | 今安徽省巢湖市                     | 廬江郡(280-316，廬江國304-306)                  | 漢舊縣，晉平吳後復置縣。                                                                       |
| 廬江郡 （9）                                                                                    | 六安縣                   | 臨湖縣   | 今安徽省潛山縣                     | 廬江郡(280-316，廬江國304-306)                  | 漢舊縣，晉平吳後復置縣。                                                                       |
| 廬江郡 （9）                                                                                    | 六安縣                   | 襄安縣   | 今安徽省無為縣西南                 | 廬江郡(280-316，廬江國304-306)                  | 漢舊縣，晉平吳後復置縣。                                                                       |
| 丹陽郡 （11）                                                                                   | 秣陵縣                   | 秣陵縣   | 今江蘇省南京市江寧區南秣陵鎮       | 丹陽郡(280-316)                                 | 孫吳為建業縣，晉平吳後改名秣陵縣。                                                             |
| 丹陽郡 （11）                                                                                   | 秣陵縣                   | 丹陽縣   | 今安徽省當塗縣東北丹陽鎮           | 丹陽郡(280-316)                                 |                                                                                                |
| 丹陽郡 （11）                                                                                   | 秣陵縣                   | 蕪湖縣   | 今安徽省蕪湖市東                   | 丹陽郡(280-316)                                 |                                                                                                |
| 丹陽郡 （11）                                                                                   | 秣陵縣                   | 句容縣   | 今江蘇省句容市駐地華陽鎮           | 丹陽郡(280-316)                                 |                                                                                                |
| 丹陽郡 （11）                                                                                   | 秣陵縣                   | 永世縣   | 今江蘇省溧陽市南天目湖鎮古縣村附近 | 丹陽郡(280-304)→義興郡(304-？)→丹陽郡(？-316)   | 孫吳為永平縣，晉平吳後改名永世縣。                                                             |
| 丹陽郡 （11）                                                                                   | 秣陵縣                   | 江寧縣   | 今江蘇省南京市江寧區               | 丹陽郡(280-316)                                 | 晉平吳後分秣陵縣置臨江縣，太康二年（281年）改名江寧縣。                                        |
| 丹陽郡 （11）                                                                                   | 秣陵縣                   | 溧陽縣   | 今江蘇省高淳縣東、固城湖東北岸     | 丹陽郡(280-316)                                 | 吳時為溧陽屯田都尉，晉平吳後改置溧陽縣。                                                       |
| 丹陽郡 （11）                                                                                   | 秣陵縣                   | 湖熟縣   | 今江蘇省南京市江寧區東南湖熟街道   | 丹陽郡(280-316)                                 | 吳時為湖熟典農都尉，晉平吳後改置湖熟縣。                                                       |
| 丹陽郡 （11）                                                                                   | 秣陵縣                   | 江乘縣   | 今江蘇省句容市西北                 | 丹陽郡(280-316)                                 | 吳時為江乘典農都尉，晉平吳後改置江乘縣。                                                       |
| 丹陽郡 （11）                                                                                   | 秣陵縣                   | 于湖縣   | 今安徽省當塗縣                     | 丹陽郡(281-316)                                 | 吳時為于湖督農都尉，晉平吳後改置于湖縣。                                                       |
| 丹陽郡 （11）                                                                                   | 秣陵縣                   | 建康縣   | 今江蘇省南京市                     | 丹陽郡(282-316)                                 | 晉平吳後於太康三年（282年）分秣陵縣置建鄴縣，建興元年（316年）避晉愍帝司馬鄴名諱，改名建康縣。 |
| 丹陽郡 （11）                                                                                   | 秣陵縣                   | 始安縣   | 地望不詳                           | 丹陽郡(？)                                      | 晉時已廢縣。                                                                                   |
| 丹陽郡 （11）                                                                                   | 秣陵縣                   | 臼陽縣   | 疑今江蘇省茅山一帶                 | 丹陽郡(？)                                      | 晉時已廢縣。                                                                                   |
| 吳郡 （11）                                                                                     | 吳縣                     | 吳縣     | 今江蘇省蘇州市                     | 吳郡(280-316，吳國289-311)                      |                                                                                                |
| 吳郡 （11）                                                                                     | 吳縣                     | 嘉興縣   | 今浙江省嘉興市南                   | 吳郡(280-316，吳國289-311)                      |                                                                                                |
| 吳郡 （11）                                                                                     | 吳縣                     | 海鹽縣   | 今浙江省平湖市                     | 吳郡(280-316，吳國289-311)                      |                                                                                                |
| 吳郡 （11）                                                                                     | 吳縣                     | 富春縣   | 今浙江省富陽市                     | 吳郡(280-316，吳國289-311)                      |                                                                                                |
| 吳郡 （11）                                                                                     | 吳縣                     | 婁縣     | 今江蘇省崑山市北                   | 吳郡(280-316，吳國289-311)                      |                                                                                                |
| 吳郡 （11）                                                                                     | 吳縣                     | 錢唐縣   | 今浙江省杭州市                     | 吳郡(280-316，吳國289-311)                      |                                                                                                |
| 吳郡 （11）                                                                                     | 吳縣                     | 建德縣   | 今浙江省建德市東梅城鎮             | 吳郡(280-316，吳國289-311)                      |                                                                                                |
| 吳郡 （11）                                                                                     | 吳縣                     | 桐廬縣   | 今浙江省桐廬縣東北橫村鎮           | 吳郡(280-316，吳國289-311)                      |                                                                                                |
| 吳郡 （11）                                                                                     | 吳縣                     | 壽昌縣   | 今浙江省建德市西南                 | 吳郡(280-316，吳國289-311)                      | 孫吳為新昌縣，晉平吳後改名壽昌縣。                                                             |
| 吳郡 （11）                                                                                     | 吳縣                     | 鹽官縣   | 今浙江省海寧市西南鹽官鎮           | 吳郡(280-316，吳國289-311)                      | 吳時為海昌屯田都尉，晉平吳後改置鹽官縣。                                                       |
| 吳郡 （11）                                                                                     | 吳縣                     | 海虞縣   | 地望不詳                           | 吳郡(283-316，吳國289-311)                      | 西晉太康四年（283年）分吳縣置縣。                                                              |
| 吳郡 （11）                                                                                     | 吳縣                     | 新城縣   | 今浙江省富陽市南                   | 吳郡(289?-？)                                   | 吳時置縣，後廢。西晉太康年間（280-289）復置縣，後又廢縣。                                      |
| 吳興郡 （10）                                                                                   | 烏程縣                   | 烏程縣   | 今浙江省湖州市南                   | 吳興郡(280-316)                                 |                                                                                                |
| 吳興郡 （10）                                                                                   | 烏程縣                   | 臨安縣   | 今浙江省臨安市北                   | 吳興郡(280-316)                                 | 孫吳為臨水縣，晉平吳後改名臨安縣。                                                             |
| 吳興郡 （10）                                                                                   | 烏程縣                   | 餘杭縣   | 今浙江省餘杭市餘杭區西南餘杭街道   | 吳興郡(280-316)                                 |                                                                                                |
| 吳興郡 （10）                                                                                   | 烏程縣                   | 武康縣   | 今浙江省德清縣西                   | 吳興郡(280-316)                                 | 孫吳為永安縣，晉平吳後改名武康縣。                                                             |
| 吳興郡 （10）                                                                                   | 烏程縣                   | 於潛縣   | 今浙江省臨安市西                   | 吳興郡(280-316)                                 |                                                                                                |
| 吳興郡 （10）                                                                                   | 烏程縣                   | 故鄣縣   | 今浙江省安吉縣西北                 | 吳興郡(280-316)                                 |                                                                                                |
| 吳興郡 （10）                                                                                   | 烏程縣                   | 安吉縣   | 今浙江省安吉縣西南                 | 吳興郡(280-316)                                 |                                                                                                |
| 吳興郡 （10）                                                                                   | 烏程縣                   | 原鄉縣   | 今浙江省安吉縣北                   | 吳興郡(280-316)                                 |                                                                                                |
| 吳興郡 （10）                                                                                   | 烏程縣                   | 東遷縣   | 地望不詳                           | 吳興郡(282-316)                                 | 太康三年（282年）分烏程縣置縣。                                                                |
| 吳興郡 （10）                                                                                   | 烏程縣                   | 長城縣   | 地望不詳                           | 吳興郡(282-316)                                 | 太康三年（282年）分烏程縣置縣。                                                                |
| 會稽郡 （10）                                                                                   | 山陰縣                   | 山陰縣   | 今浙江省紹興市                     | 會稽郡(280-316)                                 |                                                                                                |
| 會稽郡 （10）                                                                                   | 山陰縣                   | 上虞縣   | 今浙江省上虞市                     | 會稽郡(280-316)                                 |                                                                                                |
| 會稽郡 （10）                                                                                   | 山陰縣                   | 餘姚縣   | 今浙江省餘姚市                     | 會稽郡(280-316)                                 |                                                                                                |
| 會稽郡 （10）                                                                                   | 山陰縣                   | 句章縣   | 今浙江省餘姚市東南                 | 會稽郡(280-316)                                 |                                                                                                |
| 會稽郡 （10）                                                                                   | 山陰縣                   | 鄞縣     | 今浙江省宁波市奉化区東北           | 會稽郡(280-316)                                 |                                                                                                |
| 會稽郡 （10）                                                                                   | 山陰縣                   | 鄮縣     | 今浙江省寧波市東，鄮山北麓         | 會稽郡(280-316)                                 |                                                                                                |
| 會稽郡 （10）                                                                                   | 山陰縣                   | 始寧縣   | 今浙江省嵊州市和上虞市交界處       | 會稽郡(280-316)                                 |                                                                                                |
| 會稽郡 （10）                                                                                   | 山陰縣                   | 剡縣     | 今浙江省嵊州市                     | 會稽郡(280-316)                                 |                                                                                                |
| 會稽郡 （10）                                                                                   | 山陰縣                   | 永興縣   | 今浙江省杭州市蕭山區               | 會稽郡(280-316)                                 |                                                                                                |
| 會稽郡 （10）                                                                                   | 山陰縣                   | 諸暨縣   | 今浙江省諸暨市城區                 | 會稽郡(280-316)                                 |                                                                                                |
| 東陽郡 （9）                                                                                    | 長山縣                   | 長山縣   | 今浙江省金華市                     | 東陽郡(280-316)                                 |                                                                                                |
| 東陽郡 （9）                                                                                    | 長山縣                   | 烏傷縣   | 今浙江省義烏市                     | 東陽郡(280-316)                                 |                                                                                                |
| 東陽郡 （9）                                                                                    | 長山縣                   | 太末縣   | 今浙江省龍游縣城區                 | 東陽郡(280-316)                                 |                                                                                                |
| 東陽郡 （9）                                                                                    | 長山縣                   | 信安縣   | 今浙江省衢州市                     | 東陽郡(280-316)                                 | 孫吳為新安縣，晉平吳後改名信安縣。                                                             |
| 東陽郡 （9）                                                                                    | 長山縣                   | 豐安縣   | 今浙江省浦江縣南                   | 東陽郡(280-316)                                 |                                                                                                |
| 東陽郡 （9）                                                                                    | 長山縣                   | 吳寧縣   | 今浙江省東陽市東北                 | 東陽郡(280-316)                                 |                                                                                                |
| 東陽郡 （9）                                                                                    | 長山縣                   | 定陽縣   | 今浙江省江山市北                   | 東陽郡(280-316)                                 |                                                                                                |
| 東陽郡 （9）                                                                                    | 長山縣                   | 永康縣   | 今浙江省永康市                     | 東陽郡(280-316)                                 |                                                                                                |
| 東陽郡 （9）                                                                                    | 長山縣                   | 遂昌縣   | 今浙江省遂昌縣                     | 東陽郡(280-316)                                 | 孫吳為平昌縣，晉平吳後改名遂昌縣。                                                             |
| 新安郡 （6）                                                                                    | 始新縣                   | 始新縣   | 今浙江省淳安縣千島湖西北南山島附近 | 新安郡(280-316，新都郡280)                      |                                                                                                |
| 新安郡 （6）                                                                                    | 始新縣                   | 遂安縣   | 今浙江省淳安縣千島湖西南           | 新安郡(280-316，新都郡280)                      | 孫吳為新定縣，晉平吳後改名遂安縣。                                                             |
| 新安郡 （6）                                                                                    | 始新縣                   | 黟縣     | 今安徽省黟縣東                     | 新安郡(280-316，新都郡280)                      |                                                                                                |
| 新安郡 （6）                                                                                    | 始新縣                   | 歙縣     | 今安徽省歙縣駐地徽城鎮             | 新安郡(280-316，新都郡280)                      |                                                                                                |
| 新安郡 （6）                                                                                    | 始新縣                   | 海寧縣   | 今安徽省休寧縣北                   | 新安郡(280-316，新都郡280)                      | 孫吳為海陽縣，晉平吳後改名海寧縣。                                                             |
| 新安郡 （6）                                                                                    | 始新縣                   | 黎陽縣   | 今安徽省黃山市屯溪區               | 新安郡(280-316，新都郡280)                      |                                                                                                |
| 臨海郡 （8）                                                                                    | 章安縣                   | 章安縣   | 今浙江省台州市椒江區江北章安街道   | 臨海郡(280-316)                                 |                                                                                                |
| 臨海郡 （8）                                                                                    | 章安縣                   | 臨海縣   | 今浙江省臨海市東南                 | 臨海郡(280-316)                                 |                                                                                                |
| 臨海郡 （8）                                                                                    | 章安縣                   | 南始平縣 | 今浙江省天台縣                     | 臨海郡(280-316)                                 | 孫吳為南始平縣，晉平吳後改名始豐縣。                                                           |
| 臨海郡 （8）                                                                                    | 章安縣                   | 永寧縣   | 今浙江省溫州市                     | 臨海郡(280-316)                                 |                                                                                                |
| 臨海郡 （8）                                                                                    | 章安縣                   | 松陽縣   | 今浙江省松陽縣西北                 | 臨海郡(280-316)                                 |                                                                                                |
| 臨海郡 （8）                                                                                    | 章安縣                   | 安固縣   | 今浙江省瑞安市西北西嶴高架橋一帶   | 臨海郡(280-316)                                 | 孫吳為安陽縣，晉平吳後改名安固縣。                                                             |
| 臨海郡 （8）                                                                                    | 章安縣                   | 寧海縣   | 今浙江省寧海縣                     | 臨海郡(280-316)                                 | 太康元年（280年）分臨海縣北部置寧海縣。                                                        |
| 臨海郡 （8）                                                                                    | 章安縣                   | 橫陽縣   | 今浙江省平陽縣                     | 臨海郡(283-316)                                 | 晉太康四年（283）分安固縣置始陽縣，後改名橫陽縣。                                              |
| 宣城郡 （11）                                                                                   | 宛陵縣                   | 宛陵縣   | 今安徽省宣州市                     | 丹陽郡(280-281)→宣城郡(281-316)                 |                                                                                                |
| 宣城郡 （11）                                                                                   | 宛陵縣                   | 宣城縣   | 今安徽省宣城市                     | 丹陽郡(280-281)→宣城郡(281-316)                 |                                                                                                |
| 宣城郡 （11）                                                                                   | 宛陵縣                   | 陵陽縣   | 今安徽省石台縣東北太平湖           | 丹陽郡(280-281)→宣城郡(281-316)                 |                                                                                                |
| 宣城郡 （11）                                                                                   | 宛陵縣                   | 安吳縣   | 今安徽省涇縣西南黃村鎮安吳村       | 丹陽郡(280-281)→宣城郡(281-316)                 |                                                                                                |
| 宣城郡 （11）                                                                                   | 宛陵縣                   | 臨城縣   | 今安徽省青陽縣南5里                | 丹陽郡(280-281)→宣城郡(281-316)                 |                                                                                                |
| 宣城郡 （11）                                                                                   | 宛陵縣                   | 石城縣   | 今安徽省馬鞍山市東南               | 丹陽郡(280-281)→宣城郡(281-316)                 |                                                                                                |
| 宣城郡 （11）                                                                                   | 宛陵縣                   | 涇縣     | 今安徽省涇縣西北                   | 丹陽郡(280-281)→宣城郡(281-316)                 |                                                                                                |
| 宣城郡 （11）                                                                                   | 宛陵縣                   | 春穀縣   | 今安徽省繁昌縣四北、長江東岸       | 丹陽郡(280-281)→宣城郡(281-316)                 |                                                                                                |
| 宣城郡 （11）                                                                                   | 宛陵縣                   | 廣德縣   | 今安徽省廣德縣西南                 | 丹陽郡(280-281)→宣城郡(281-316)                 |                                                                                                |
| 宣城郡 （11）                                                                                   | 宛陵縣                   | 寧國縣   | 今安徽省寧國市西南                 | 丹陽郡(280-281)→宣城郡(281-316)                 |                                                                                                |
| 宣城郡 （11）                                                                                   | 宛陵縣                   | 懷安縣   | 今安徽省寧國市東南寧墩鎮           | 丹陽郡(280-281)→宣城郡(281-316)                 |                                                                                                |
| 晉陵郡 （7）                                                                                    | 丹徒縣 ↓ 晉陵縣 ↓ 丹徒縣 | 丹徒縣   | 今江蘇省鎮江市東丹徒區             | 吳郡(280-281)→晉陵郡(281-316，毗陵郡281-311)    | 孫吳為武進縣，晉平吳後於太康三年（282年）改名丹徒縣。                                          |
| 晉陵郡 （7）                                                                                    | 丹徒縣 ↓ 晉陵縣 ↓ 丹徒縣 | 晉陵縣   | 今江蘇省常州市                     | 吳郡(280-281)→晉陵郡(281-316，毗陵郡281-311)    | 孫吳為毗陵縣，永嘉五年（311年）改名晉陵縣。                                                    |
| 晉陵郡 （7）                                                                                    | 丹徒縣 ↓ 晉陵縣 ↓ 丹徒縣 | 曲阿縣   | 今江蘇省丹陽市                     | 吳郡(280-281)→晉陵郡(281-316，毗陵郡281-311)    | 孫吳為雲陽縣，晉平吳後於太康三年（282年）改名曲阿縣。                                          |
| 晉陵郡 （7）                                                                                    | 丹徒縣 ↓ 晉陵縣 ↓ 丹徒縣 | 無錫縣   | 今江蘇省無錫市                     | 吳郡(280-281)→晉陵郡(281-316，毗陵郡281-311)    | 吳時廢縣，晉平吳後復置縣。                                                                     |
| 晉陵郡 （7）                                                                                    | 丹徒縣 ↓ 晉陵縣 ↓ 丹徒縣 | 武進縣   | 今江蘇省丹陽市東                   | 晉陵郡(281-316，毗陵郡281-311)                  | 太康二年（281年）分丹徒、曲阿2縣置。                                                           |
| 晉陵郡 （7）                                                                                    | 丹徒縣 ↓ 晉陵縣 ↓ 丹徒縣 | 延陵縣   | 今江蘇省丹陽市東南                 | 晉陵郡(281-316，毗陵郡281-311)                  | 太康二年（281年）分曲阿縣置。縣名取自鄉名延陵鄉。                                              |
| 晉陵郡 （7）                                                                                    | 丹徒縣 ↓ 晉陵縣 ↓ 丹徒縣 | 暨陽縣   | 今江蘇省江陰市東南                 | 晉陵郡(281-316，毗陵郡281-311)                  | 太康二年（281年）分無錫、毗陵2縣置縣。                                                         |
| 歷陽郡 （2）                                                                                    | 歷陽縣                   | 歷陽縣   | 今安徽省馬鞍山市西                 | 淮南郡(280-289)→淮南國(289-304)→歷陽郡(304-316) | 漢舊縣。晉平吳後，於太康元年（280年）復置縣。                                                  |
| 歷陽郡 （2）                                                                                    | 歷陽縣                   | 烏江縣   | 今安徽省馬鞍山市西北               | 淮南郡(285-289)→淮南國(289-304)→歷陽郡(304-316) | 漢舊縣。晉平吳後，於太康六年（285年）分東城縣復置縣。                                          |
| 義興郡 （5）                                                                                    | 陽羨縣                   | 陽羨縣   | 今江蘇省宜興市西南                 | 吳興郡(280-304)→義興郡(304-316)                 |                                                                                                |
| 義興郡 （5）                                                                                    | 陽羨縣                   | 義鄉縣   | 今浙江省長興縣北部煤山鎮尚儒村     | 義興郡(304-316)                                 | 永興元年（304年）分陽羨、長城2縣置。                                                           |
| 義興郡 （5）                                                                                    | 陽羨縣                   | 國山縣   | 今江蘇省宜興市西南張渚鎮五洞橋附近 | 義興郡(304-316)                                 | 永興元年（304年）分陽羨縣置。                                                                  |
| 義興郡 （5）                                                                                    | 陽羨縣                   | 臨津縣   | 今江蘇省宜興市西北                 | 義興郡(304-316)                                 | 永興元年（304年）分陽羨縣置。                                                                  |
| 義興郡 （5）                                                                                    | 陽羨縣                   | 平陵縣   | 今江蘇省溧陽市西                   | 義興郡(304-316)                                 | 永興元年（304年）分永世縣置。                                                                  |

## 出處
1. ↑  《晉書》卷64〈武十三王傳〉：「〔祥〕拜散騎常侍洛京傾覆，為劉聰所害。」
2. ↑  《宋書》卷35〈州郡志一·義興太守〉：「義興太守，晉惠帝永興元年，分吳興之陽羨、丹陽之永世立。永世尋還丹陽。」
3. ↑  《宋書》卷35〈州郡志一·揚州刺史〉：「新安太守，漢獻帝建安十三年，孫權分丹陽立曰新都，晉武帝太康元年更名。」
4. ↑  《晉書》卷15〈地理志下〉：「及晉平吳，分丹楊之宣城、宛陵、陵陽、安吳、涇、廣德、寧國、懷安、石城、臨城、春穀十一縣立宣城郡，理宛陵。」「宣城郡，太康二年置。」；《宋書》卷35〈州郡志一·揚州刺史〉：「晉武帝太康二年，分丹陽為宣城郡，治宛陵，而丹陽移治建業。」「宣城太守，晉武帝太康元年，分丹陽立。」
5. ↑  《晉書》卷15〈地理志下〉：「毗陵郡吳分會稽無錫已西為屯田，置典農校尉。太康二年，省校尉為毗陵郡；又以毗陵郡封東海王世子毗，避毗諱，改為晉陵。」；《宋書》卷35〈州郡志一·晉陵太守〉：「晉陵太守，吳時分吳郡無錫以西為毗陵典農校尉。晉武帝太康二年，省校尉，立以為毗陵郡，治丹徒，後復還毗陵。東海王越世子名毗，而東海國故食毗陵，永嘉五年，元帝改為晉陵。始自毗陵徙治丹徒」
6. ↑  《晉書》卷15〈地理志下〉：「永興元年，分淮南之烏江、歷陽二縣置歷陽郡。」；《宋書》卷36〈州郡志二·歷陽太守〉：「歷陽太守，晉惠帝永興元年，分淮南立，屬揚州。」
7. ↑  《晉書》卷15〈地理志下〉：「永興元年，以周玘創義討石冰，割吳興之陽羨并長城縣之北鄉置義鄉、國山、臨津并陽羨四縣，又分丹陽之永世置平陵及永世，凡六縣，立義興郡，以表玘之功，並屬揚州。」；《宋書》卷35〈州郡志一·義興太守〉：「義興太守，晉惠帝永興元年，分吳興之陽羨、丹陽之永世立。永世尋還丹陽。」
8. 1 2 3 4  《宋書》卷35〈州郡志一·淮南太守〉：「晉武帝太康元年，復立歷陽、當塗、逡道（逡遒之誤）諸縣，二年，復立鍾離縣，並二漢舊縣也。三國時，江淮為戰爭之地，其間不居者各數百里，此諸縣並在江北淮南，虛其地，無復民戶。吳平，民各還本，故復立焉。」
9. ↑  《宋書》卷35〈州郡志一·丹陽尹〉：「建康令，本秣陵縣。漢獻帝建安十六年置縣，孫權改秣陵為建業。晉武帝平吳，還為秣陵。」
10. ↑  《宋書》卷35〈州郡志一·丹陽尹〉：「永世令，吳分溧陽為永平縣，晉武帝太康元年更名。」
11. ↑  《宋書》卷35〈州郡志一·丹陽尹〉：「江寧令，晉武帝太康元年，分秣陵立臨江縣。二年，更名。」
12. ↑  《宋書》卷35〈州郡志一·丹陽尹〉：「溧陽令，漢舊縣。吳省為屯田〔都尉〕。晉武帝太康元年復立。」
13. ↑  《宋書》卷35〈州郡志一·丹陽尹〉：「湖熟令，漢舊縣。吳省為典農都尉。晉武帝太康元年復立。
14. ↑  《宋書》卷35〈州郡志一·南琅邪太守〉：「江乘令，漢舊縣。本屬丹陽，吳省為典農都尉。晉武帝太康元年復立。」
15. ↑  《宋書》卷35〈州郡志一·淮南太守〉：「于湖令，太康二年分丹陽縣立，本吳督農校尉。」
16. ↑  《宋書》卷35〈州郡志一·丹陽尹〉：「建康令，本秣陵縣。漢獻帝建安十六年置縣，孫權改秣陵為建業。晉武帝平吳，還為秣陵。太康三年，分秣陵之水北為建業。愍帝即位，避帝諱，改為建康。」
17. ↑  《宋書》卷35〈州郡志一·吳郡太守〉：「壽昌令，吳分富春立新昌縣，晉武帝太康元年更名。」
18. ↑  《宋書》卷35〈州郡志一·吳郡太守〉：「鹽官令，漢舊縣。《吳記》云：『鹽官本屬嘉興，吳立為海昌都尉治，此後改為縣。』非也。」；《水經注》卷29：「穀水又東南徑嘉興縣西，穀水又東南徑鹽官縣故城南，舊吳海昌都尉治。晉太康中分嘉興立。《太康地道記》：吳有鹽官縣。」
19. ↑  《宋書》卷35〈州郡志一·吳郡太守〉：「海虞令，晉武帝太康四年，分吳縣之虞鄉立。」
20. ↑  《宋書》卷35〈州郡志一·吳郡太守〉：「嘉新城令，浙江西南名為桐溪，吳立為新城縣，後并桐廬。《晉太康地志》無。張勃云：『晉末立。』疑是太康末立，尋復省也。」
21. ↑  《宋書》卷35〈州郡志一·吳興太守〉：「臨安令，吳分餘杭為臨水縣，晉武帝太康元年更名。」
22. ↑  《宋書》卷35〈州郡志一·吳興太守〉：「武康令，吳分烏程、餘杭立永安縣，晉武帝太康元年更名。」
23. ↑  《宋書》卷35〈州郡志一·吳興太守〉：「東遷令，晉武帝太康三年，分烏程立。」
24. ↑  《宋書》卷35〈州郡志一·吳興太守〉：「長城令，晉武帝太康三年，分烏程立。」
25. ↑  《宋書》卷35〈州郡志一·東陽太守〉：「信安令，漢獻帝初平三年，分太末立曰新安。晉武帝太康元年更名。」
26. ↑  《宋書》卷35〈州郡志一·東陽太守〉：「遂昌令，孫權赤烏二年，分太末立曰平昌。晉武帝太康元年更名。」
27. ↑  《宋書》卷35〈州郡志一·新安太守〉：「遂安令，孫權分歙為新定縣，晉武帝太康元年更名。」
28. ↑  《宋書》卷35〈州郡志一·新安太守〉：「海寧令，孫權分歙為休陽縣，晉太康元年更名。」
29. ↑  《宋書》卷35〈州郡志一·臨海太守〉：「始豐令，吳立曰始平，晉武帝太康元年更名。」；《太平寰宇記》卷98〈江南東道·台州天台縣〉：「《輿地志》：吳初置，為南始平縣，晉太康元年更名始豐。」
30. ↑  《宋書》卷35〈州郡志一·永嘉太守〉：「安固令，吳立曰羅陽，孫皓改曰安陽，晉武帝太康元年更名。」
31. ↑  《宋書》卷35〈州郡志一·臨海太守〉：「寧海令，何志，漢舊縣。按二漢《志》無，晉《太康地志》有。」；《嘉定赤城志》卷1：「晉武帝太康元年，……析臨海之北置寧海縣。」
32. ↑  《宋書》卷35〈州郡志一·永嘉太守〉：「橫陽令，晉武帝太康四年，以橫藇船屯為始陽，仍復更名。」；《嘉定赤城志》卷1：「晉武帝太康元年改始平為始豐……四年，析安固置橫陽縣名。」
33. ↑  《宋書》卷35〈州郡志一·南東海太守〉：「徒令，本屬晉陵，古名朱方，後名谷陽，秦改曰丹徒。孫權嘉禾三年，改曰武進。晉武帝太康三年，復曰丹徒。」
34. ↑  《宋書》卷35〈州郡志一·晉陵太守〉：「晉陵令，本名延陵，漢改曰毗陵，後與郡俱改。」
35. ↑  《宋書》卷35〈州郡志一·晉陵太守〉：「曲阿令，本名雲陽，秦始皇改曰曲阿。吳嘉禾三年，復曰雲陽。晉武帝太康二年，復曰曲阿。」
36. ↑  《宋書》卷35〈州郡志一·晉陵太守〉：「無錫令，漢舊縣。吳省，晉武帝太康元年復立。」
37. ↑  《宋書》卷35〈州郡志一·南東海太守〉：「武進令，晉武帝太康二年，分丹徒、曲阿立。」
38. ↑  《宋書》卷35〈州郡志一·晉陵太守〉：「延陵令，晉武帝太康二年，分曲阿之延陵鄉立。」
39. ↑  《宋書》卷35〈州郡志一·晉陵太守〉：「暨陽令，晉武帝太康二年，分無錫、毗陵立。」
40. ↑  《太平寰宇記》卷457〈淮南道·和州烏江縣〉：「晉太康六年於東城界置烏江縣。」
41. ↑  《宋書》卷35〈州郡志一·義興太守〉：「義鄉令，故屬長城、陽羨，立郡分立。」
42. ↑  《宋書》卷35〈州郡志一·義興太守〉：「國山令，故屬陽羨，立郡分立。」
43. ↑  《宋書》卷35〈州郡志一·義興太守〉：「臨津令，故屬陽羨，立郡分立。」
44. ↑  《晉書》卷15〈地理志下〉：「又分丹陽之永世置平陵。」；《宋書》卷35〈州郡志一·丹陽尹〉：「義興又有平陵縣，董覽《吳地志》云：晉分永世。」

### 書籍
- 吳增僅，《三國郡縣表》，上海：開明書局，1937
- 李錫甫，《漢晉城陽郡沿革考》，國立編譯館館刊第6卷第一期，1977
- 劉琳，《華陽國志校注》，成都：巴蜀書社，1984
- 李曉杰，《東漢政區地理》，北京：人民出版社，1987
- 胡阿祥，《六朝疆域與政區研究》（增訂本），北京：學苑出版社，2005
- 錢儀吉、楊晨，《三國會要》，上海：上海古籍出版社，2006
- 陳健梅，《孫吳政區地理研究》，長沙：岳麓書社，2007
- 孔祥軍，《三國政區地理研究》，南京：南京大學歷史系，2007
- 任乃強，《華陽國志校補圖注》，上海：上海古籍出版社，2009
- 孔祥軍，《晉書地理志校注》，北京：新世界出版社，2012
- 胡阿祥、孔祥軍、徐成合著，《中國行政區劃通史·三國兩晉南朝卷》，上海：復旦大學出版社，2014
- 范曄，《後漢書》，維基文庫
- 房玄齡，《晉書》，維基文庫
- 沈約，《宋書》，維基文庫
- 魏收，《魏書》，維基文庫
- 李吉甫，《元和郡縣圖志》，維基文庫
- 樂史，《太平寰宇記》，維基文庫
- 歐陽忞，《輿地廣記》，維基文庫
- 酈道元，《水經注》，維基文庫